# Daniel Paraschiv
Daniel George Paraschiv (ur. 24 kwietnia 1999 w Braszowie) – rumuński piłkarz grający na pozycji napastnika w Realu Oviedo oraz w reprezentancji Rumunii.

## Kariera klubowa

### FC Brasov
Paraschiv jest wychowankiem swojego rodzinnego klubu FC Brașov, w którym grał jako junior aż do jego upadku w 2017 roku.

### Viitorul Ghimbav
W tym samym roku zadebiutował jako senior w Viitorul Ghimbav w trzeciej lidze.

### AFC Hărman
Reprezentował także barwy AFC Hărman, a w sezonie 2018/19 przeniósł się do Luceafărul Oradea, gdzie zaliczył 33 mecze i zdobył 14 goli.

### CFR Cluj
11 czerwca 2021 roku ogłoszono przejście do Cluj, jednak klub zdecydował się na jego wypożyczenie do Voluntari. Debiut w najwyższej klasie rozgrywkowej nastąpił 19 lipca 2021 podczas przegranego meczu z Dinamem Bukareszt.

### FC Hermannstadt
W trakcie zimowego okienka transferowego w sezonie 2021/22 piłkarz dołączył do zespołu FC Hermannstadt na wypożyczenie na rundę wiosenną. Zdobył 6 goli w 13 spotkaniach tego sezon, przyczyniając się do awansu zespołu do Ligi I. W czerwcu 2022 r. podpisał 3-letni kontrakt z FC Hermannstadt.

## Statystyki kariery

### Klubowe
(aktualne na dzień 5 września 2023)
| Klub                | Sezon              | Liga               | Liga  | Liga   | Puchar kraju | Puchar kraju | Europa | Europa | Inne  | Inne   | Suma  | Suma   |
| Klub                | Sezon              | Liga               | Mecze | Bramki | Mecze        | Bramki       | Mecze  | Bramki | Mecze | Bramki | Mecze | Bramki |
| ------------------- | ------------------ | ------------------ | ----- | ------ | ------------ | ------------ | ------ | ------ | ----- | ------ | ----- | ------ |
| Luceafărul Oradea   | 2018/19            | Liga II            | 33    | 14     | 1            | 0            | –      | –      | –     | –      | 34    | 14     |
| Luceafărul Oradea   | Łącznie            | Łącznie            | 33    | 14     | 1            | 0            | 0      | 0      | 0     | 0      | 34    | 14     |
| Vitorul             | 2019/20            | Liga II            | 2     | 1      | –            | –            | –      | –      | –     | –      | 2     | 1      |
| Vitorul             | 2020/21            | Liga II            | 24    | 9      | 5            | 4            | –      | –      | –     | –      | 29    | 13     |
| Vitorul             | Łącznie            | Łącznie            | 26    | 10     | 5            | 4            | 0      | 0      | 0     | 0      | 31    | 14     |
| Voluntari           | 2021/22            | Liga I             | 10    | 0      | 0            | 0            | –      | –      | –     | –      | 19    | 6      |
| Hermannstadt (wyp.) | 2021/22            | Liga II            | 13    | 6      | 2            | 1            | 4      | 0      | –     | –      | 43    | 9      |
| Hermannstadt        | 2022/23            | Liga I             | 39    | 14     | 2            | 0            | 4      | 1      | –     | –      | 11    | 4      |
| Hermannstadt        | 2023/24            | Liga I             | 7     | 4      | 0            | 0            | 0      | 0      | –     | –      | 7     | 4      |
| Hermannstadt        | Łącznie            | Łącznie            | 46    | 18     | 2            | 0            | 4      | 1      | 0     | 0      | 52    | 19     |
| Łącznie w karierze  | Łącznie w karierze | Łącznie w karierze | 127   | 48     | 10           | 5            | 8      | 1      | 0     | 0      | 145   | 54     |